# Ehemaliger Muschelkalkbruch südwestlich von Krautheim
Ehemaliger Muschelkalkbruch südwestlich von Krautheim (offiziell Ehem. Muschelkalkbruch SW von Krautheim, auch Weinbergsleitengraben, Hornsteinkalkbank am Hüttenberg) ist ein Geotop und Naturdenkmal in der Gemarkung des Volkacher Ortsteils Krautheim im unterfränkischen Landkreis Kitzingen.

## Geografische Lage
Der ehemalige Muschelkalkbruch liegt im Südwesten der Krautheimer Gemarkung. Nördlich ist heute die Krautheimer Kläranlage zu finden. Der Nordosten wird von weiteren aufgegebenen Stein- und Tonbrüchen eingenommen, die an der Straße in Richtung Rimbach liegen. Ein unbenannter Zufluss des Weidachbachs fließt im Süden vorbei, während der Weidachbach selbst weiter südwestlich Obervolkach entgegen fließt. Der aufgelassene Steinbruch ist über die Staatsstraße St 2274 erreichbar und durch einen Feldweg über die Wenzelsmühle und die Ziegelhütte mit dieser verbunden.

## Beschreibung
Der Steinbruch ist Teil einer ausgedehnten Verwerfung mit schmaler Horstscholle, der sogenannten Störungszone Wipfeld-Gaibach-Prichsenstadt. Bei der Störungszone handelt es sich um eines der markantesten bruchtektonischen Elemente in Unterfranken. Sie präsentiert sich als herzynischer Bruch und ist der kräftigste dieser Brüche in der Region. Um Krautheim ist die Zone durch stärkeres Schichtenfallen gekennzeichnet.
Das Profil umfasst Teile des Mittleren Muschelkalks, insbesondere die dickbackigen Stylolithenkalken, und den Beginn des Oberen Muschelkalks. Letzterer ist allerdings schwer zugänglich und nur am Rande einsehbar. Beim Bruch handelt es sich um den einzigen Aufschluss des Mittleren Muschelkalks in der Störungszone. Im ehemaligen Steinbruch existieren durch Biegetektonik steigestellte Abschnitte mit Steinen der Knaurigen Bank, Gelbem Kipper, sowie Fossilien aus der Oberen Terebratelbank und Ostracodenton.
| 0,30 m | Graukalke, dicht, bankig absondernd                                           |
| 0,50 m | buchene Linsenkalke, in Mergelschiefer                                        |
| 0,35 m | Tonmergelschiefer, feingeschichtet, ockergelb                                 |
| 0,35 m | Kalke, plattig, Mergeleinlagerungen                                           |
| 0,25 m | Schillkalke, grau, rotfleckig                                                 |
| 0,20 m | buchene Kalklinsen, grau, mit Tonmergelschiefer                               |
| 0,35 m | Tonmergelschiefer, ockergelb, feingeschichtet, gelblich abfärbend, fossilfrei |
| 0,25 m | buchene Graukalke, dicht                                                      |
| 0,20 m | Schillkalke, plattig, rotfleckig                                              |
| 0,35 m | buchene Kalke, wulstig grau                                                   |
| 0,20 m | eichene, kristalline Kalkbank, hart, dicht                                    |
| 0,55 m | Schillkalkbank, grau, fein rotfleckig                                         |

## Erschließung
Der Krautheimer Steinbruch war in der Vergangenheit einer der vielen, kleineren Brüche in der Umgebung. Hier wurden Schillkalksteine für Bauzwecke gebrochen. Heute ist der Steinbruch zugewuchert und teilweise verfüllt. Er ist heute im Eigentum der Stadt Gerolzhofen, die auch die hier entdeckten Fossilien in ihrem Stadtmuseum präsentiert. Wahrscheinlich gelangte der Krautheimer Steinbruch während der nationalsozialistischen Diktatur in die Hände der Stadt, weil mit den Steinen damals Straßen gebaut wurden.
Als Forschungs- und Lehrobjekt ist das Naturdenkmal heute frei zugänglich und war schon mehrmals Ziel von wissenschaftlichen Exkursionen. Der geowissenschaftliche Wert des Steinbruchs wird mit wertvoll, der zweithöchsten Kategorie, beschrieben. Insbesondere die Seltenheit einer solchen Schichtfolge in der Region ist Grund für diese Einordnung. Der Steinbruch ist Teil der geologischen Raumeinheit Östliche Fränkische Platten.